# Heinz Walter (Pharmazeut)
Heinz Walter (* 6. Juni 1921 in Profen, Landkreis Zeitz; † 1983 in München) war ein deutscher Pharmakologe und Apotheker in München.
Walter studierte am Pharmazeutischen Institut der Universität Leipzig, an der er 1954 promoviert wurde (Dissertation: Basische Extraktivstoffe aus pflanzlichen Drogen und der Einfluß der Extraktionsart). Er war von 1956 bis 1961 Chefredakteur des Chemischen Zentralblatts in Berlin. Von 1961 bis 1971 war er Leiter der Redaktion des Reallexikons der Medizin und ihrer Grenzgebiete (Verlag Urban & Schwarzenberg, ab 1966 erschienen, dort in München zusammen mit Günter Thiele auch als Herausgeber genannt). Ab 1972 war er Mitglied der Schriftleitung der Neuen Deutschen Biographie bei der Bayerischen Akademie der Wissenschaften ebenfalls in München.
Er war auch Mitarbeiter und Autor am Pharmazeutischen Wörterbuch („der Hunnius“, Verlag Walter de Gruyter, Berlin 1974). Mit Günter Thiele war er nicht nur Herausgeber des Reallexikons der Medizin und ihrer Grenzgebiete, sondern auch von dessen gekürzter Ausgabe (Handlexikon der Medizin, Urban & Schwarzenberg, zusätzlicher Herausgeber Dagobert Tutsch).
Von 1971 bis 1974 war er Bearbeiter der Beilage zur Deutschen Apotheker-Zeitung Pharmazie heute. Von ihm stammen zahlreiche Buch- und Zeitschriftenbeiträge zur Pharmazie und allgemein zu naturwissenschaftlichen und kulturgeschichtlichen Themen.

## Schriften (Auswahl)
Neben den bereits genannten Herausgeberschaften:
- als Herausgeber: Verzeichnis deutsch-europäischer Arzneinamen und Tabellen der Maximaldosen (Arzneimittel, Wirkstoffe), MAK- und BAT-Werte (Arbeitsstoffe). Verlag Walter de Gruyter, Berlin 1983